# 4 de Julho Esporte Clube
El 4 de Julho Esporte Clube es un equipo de fútbol de Brasil que juega en el Campeonato Brasileño de Serie D y en el Campeonato Piauiense, la primera división del estado de Piauí.

## Historia
Fue fundado el 4 de julio de 1987 en el municipio de Piripiri del estado de Piauí por José Ribeiro el mismo día en el que fue creado el municipio, por eso el nombre del club es esa fecha.
El primer trofeo conseguido por el club fue el Pedro Freitas de 1989, un trofeo de categoría regional, con lo que logra la clasificación para el Campeonato Brasileño de Serie B de ese año, donde es eliminado en la primera ronda al terminar en último lugar de su grupo en donde solo ganó uno de los diez partidos que jugó.
En 1992 gana el Campeonato Piauiense por primera vez en su historia, con lo que consigue la clasificación para el Campeonato Brasileño de Serie C de 1993, el cual fue un torneo de clasificación para la segunda división en la temporada siguiente, donde terminaron eliminados en la primera ronda por el River Atlético Clube y terminaron en el lugar 69 entre 73 equipos. En ese mismo año logra ser bicampeón estatal.
En 1997 clasifica al Campeonato Brasileño de Serie C por segunda ocasión, donde es eliminado en la primera ronda al terminar en tercer lugar de su zona solo superando al River Atlético Clube, finalizando en el lugar 37 entre 64 equipos.
Pasaron 18 años para que el club volviera a ser campeón estatal por tercera vez, obteniendo la clasificación para la Copa de Brasil de 2012, su primera aparición en la copa nacional en donde fue eliminado 0-2 por el Sport Club do Recife del estado de Pernambuco. En 2017 gana su primera Copa Piauí, lo que le dio la clasificación al Campeonato Brasileño de Serie D en 2018 por primera ocasión, donde es eliminado en la primera ronda al terminar en tercer lugar en su zona a tres puntos de la clasificación finalizando en el lugar 48 entre 68 equipos.
En 2020 se convirtió por cuarta vez en campeón estatal, lo que lo clasificó a la Copa de Brasil, la Serie D y por primera vez a la Copa do Nordeste. En su primera participación en la Copa do Nordeste cayó eliminado en fase de grupos. En la Copa de Brasil, eliminó en primera ronda a Confiança por 1-0. En segunda ronda eliminó a Cuiabá en tanda de penales, tras haber empatado 0-0. En tercera ronda su rival fue el São Paulo. En el partido de ida jugado de local logró una histórica victoria por 3-2. En el partido de vuelta comenzó ganando increíblemente a los 28 segundos de comenzado el partido, aunque posteriormente São Paulo remontó el partido, quedando 9-1. En la Serie D superó la fase de grupos tras terminar segundo en su zona. En segunda fase eliminó a Penarol de Amazonas. En tercera fase cayó eliminado por ABC.

## Palmarés

### Estatal
- Campeonato Piauiense: 4

1992, 1993, 2011, 2020
- Campeonato Piauiense de Segunda División: 2

2003, 2016
- Copa Piauí: 1

2017

### Regionales
- Torneo Pedro Freitas: 1

1989